# Libyella
Libyella és un gènere monotípic de plantes de la família de les poàcies. La seva única espècie: Libyella cyrenaica, és originària de Líbia i el Marroc.

## Descripció
És una petita planta anual; cespitosa, amb culms de 2-5 cm d'alt, (els entrenusos reduïts); herbàcia. Fulles en la seva majoria basals; amb els marges no auriculats. Les làmines linears a linear-lanceolades, estretes; de 0,4-1 mm d'ample, doblegades, sense nervadura transversal. La lígula persistent (el seu marge connat); una membrana; no truncada de 0,5-1 mm de llarg. Contra-lígula absent. Plantes bisexual, amb espiguetes bisexuals; amb flors hermafrodites. Les espiguetes sexualment amb formes diferents en la mateixa planta; hermafrodites i només femenines, o hermafrodites, només femenines, i només masculina (les espiguetes més baixes de la inflorescència femenina terminal i amagada en la funda superior, la resta hermafrodita o rarament masculina). Les espiguetes masculines i femenines fèrtils separades, en diferents parts de la mateixa branca de la inflorescència (l'espigueta més baixa de la inflorescència, amagada en la beina de la fulla superior, és femenina). Plantes amb cleistogens ocults. Els cleistogens ocults en les beines foliares i subterrànies (en les beines de les fulles radicals: solitari, que manquen de les glumes, amb estigmes de fins a 25 mm de llarg que es projecten des de les beines). Inflorescència amb poques espigues; un sol bec. Inflorescència amb eixos acabant en espiguetes.

## Taxonomia
Libyella cyrenaica va ser descrita per (E.A.Durand i Barratte) Pamp. i publicat a Bolletino della Società Botanica Italiana 151. 1925.
Sinonímia
- Poa cyrenaica E.A.Durand & Barratte[3][4]